# فرودگاه اکور
فرودگاه اکور (به انگلیسی: Akure Airport) یک فرودگاه همگانی با کد یاتا AKR است. این فرودگاه در کشور نیجریه قرار دارد و در ارتفاع ۳۳۵ متری از سطح دریا واقع شده‌است.